# Falsomesosella sordidula
Falsomesosella sordidula es una especie de escarabajo longicornio del género Falsomesosella, tribu Mesosini, subfamilia Lamiinae. Fue descrita científicamente por Holzschuh en 2019.

## Descripción
Mide 8,2-11,3 milímetros de longitud.

## Distribución
Se distribuye por Tailandia.